# Jápmajávri
Jápmajávri är en sjö i kommunen Enontekis i landskapet Lappland i Finland. Sjön ligger 684,8 meter över havet. Arean är 75 hektar och strandlinjen är 6,91 kilometer lång. Sjön  ingår i Torne älvs huvudavrinningsområde.   Den ligger omkring 340 kilometer nordväst om Rovaniemi och omkring 1000 kilometer norr om Helsingfors. 